# فیلم‌شناسی بهرام بیضایی
بهرام بیضایی (۱۳۱۷) چهارده فیلمِ سینمایی ساخته؛ و در کارِ چند فیلمِ دیگر دست داشته است. او فیلم‌سازی صاحب سبک به‌شمار می‌رود، چنان که گفته‌اند «فیلم‌های بیضایی احتیاجی نیست که تیتراژ داشته باشد تا بفهمیم این فیلم متعلق به بیضایی است.» از وی چهار فیلمِ کوتاه و دَه فیلمِ بلندِ سینمایی ساخته از سالِ ۱۳۴۹ تا ۱۳۸۷ باقی است؛ و هنگامی که امکانِ فیلم‌سازی نبوده، به کارِ نمایش و نویسندگی و پژوهش پرداخته است. تجربه‌های تصویریِ گم‌شده و خصوصی به کنار، عمو سیبیلو از سالِ ۱۳۴۹ نخستین فیلمِ بیضایی به‌شمار می‌رود: کوتاه و به سفارشِ کانونِ پرورشِ فکریِ کودکان و نوجوانان. سالِ بعد نخستین فیلمِ بلندش را ساخت و رگبار نامید.
پس از آن بیضایی کوشید تا با ناصر تقوایی و شاپور قریب یک شرکتِ مستقلِ سینمایی تأسیس کند، و برای پشتوانه‌اش هر یک فیلمی ساختند؛ ولی هر سه فیلم، از جمله غریبه و مهِ پرخرجِ بیضایی، شکستِ تجاری خورد و کارِ شرکت به جایی نرسید. عضویتِ بیضایی در کانونِ سینماگرانِ پیشرو (تا ۱۳۵۳) هم که از پایه‌گذارانش بود، مانندِ عضویتِ پیشینش در سندیکای هنرمندانِ فیلمِ ایرانی (تا تیرِ ۱۳۵۲)، دیری نپایید؛ و بدین ترتیب کوشش‌هایش برای کارِ سازمانی در سینما در عمل تا حدِّ زیادی شکست خورد. ساختِ حقایق درباره‌ی لیلا دختر ادریس منتفی شد، عیّار تنها به جایی نرسید، و سرانجام کلاغ (۱۳۵۶)، ملهم از کلاغِ آنری-ژرژ کلوزو، شد فیلمِ بعدی بیضایی. پس از انقلابِ ۱۳۵۷، غیر از کارهای دیگرش و با وجودِ کوشش‌هایِ فراوانِ دیگری که کرد تا فیلم بسازد، فقط شش فیلمِ بلند ساخت: مرگ یزدگرد (۱۳۶۰) که توقیف شد، باشو، غریبه‌ی کوچک (۱۳۶۴) که به کمکِ رضا براهنی از توقیف درآمد، شاید وقتی دیگر (۱۳۶۶) که واپسین کارش با سوسن تسلیمی بوده، مسافران (۱۳۷۰) که درش مژده شمسایی همچون ستارهٔ جدیدِ کارهای بیضایی کشف شد، سگ‌کُشی (۱۳۷۹) که پرفروش‌ترین فیلمِ سینمای ایران در سالِ ۱۳۸۰ شد، و وقتی همه خوابیم (۱۳۸۷) که شد واپسین فیلمِ بیضایی، و کوچش را در ۱۳۸۹ به آمریکا در پی داشت.

## فهرست فیلم

### فیلم‌های بیضایی
مفصّل‌ترین مجموعهٔ فیلم‌های بیضایی که به صورتِ رسمی منتشر شده بستهٔ شش فیلمِ عمو سیبیلو و باشو، غریبه‌ی کوچک و شاید وقتی دیگر و مسافران و سگ‌کُشی و وقتی همه خوابیم از چهارده فیلمِ منتشرشدهٔ اوست که در دههٔ ۱۳۹۰ در ایران منتشر شد. انتشارِ اغلبِ فیلم‌های دیگرِ بیضایی در این زمان در ایران از نظرِ دولت مجاز نبوده است.
| فیلم‌ها | فیلم‌ها            | فیلم‌ها   | فیلم‌ها                          | فیلم‌ها       | فیلم‌ها        | فیلم‌ها                      | فیلم‌ها      | فیلم‌ها    | فیلم‌ها                                                            |
| سال    | نام               | کارگردان | تدوینگر                         | فیلم‌نامه‌نویس | تهیه‌کننده     | موسیقی                      | مدّت (دقیقه) | رنگ       | توضیحات                                                           |
| ------ | ----------------- | -------- | ------------------------------- | ------------ | ------------- | --------------------------- | ----------- | --------- | ----------------------------------------------------------------- |
| ۱۳۸۷   | وقتی همه خوابیم   | Yes      | Yes                             | Yes          | Yes           | محمّدرضا درویشی              | ۱۰۷         | رنگی      |                                                                   |
| ۱۳۸۵   | قالی سخنگو        | Yes      | Yes                             | Yes          | رضا میرکریمی  | محمّدرضا درویشی              | ۸           | رنگی      | بخش سوّمِ فیلم فرش ایرانی                                           |
| ۱۳۷۹   | سگ‌کُشی             | Yes      | Yes                             | Yes          | Yes           | وارطان ساهاکیان و صبا خضوعی | ۱۴۵         | رنگی      | سرمایه‌گذاران: بیضایی و بهروز هاشمیان                              |
| ۱۳۷۷   | گفتگو با باد      | Yes      | Yes                             | Yes          | محسن غریب     |                             | ۲۰          | رنگی      | این بخش از قصّه‌های کیش حذف شد و بیضایی حقوقش را از تهیه‌کننده خرید. |
| ۱۳۷۰   | مسافران           | Yes      | Yes                             | Yes          | Yes           | بابک بیات                   | ۹۸          | رنگی      |                                                                   |
| ۱۳۶۶   | شاید وقتی دیگر    | Yes      | Yes                             | Yes          |               | بابک بیات                   | ۱۶۰         | رنگی      | نیز سازندهٔ آنونس                                                  |
| ۱۳۶۴   | باشو، غریبه‌ی کوچک | Yes      | Yes                             | Yes          | علیرضا زرّین   |                             | ۱۲۱         | رنگی      | تا ۱۳۶۹ توقیف شد.                                                 |
| ۱۳۶۰   | مرگ یزدگرد        | Yes      | Yes                             | Yes          | Yes           | بابک بیات                   | ۱۱۰         | رنگی      |                                                                   |
| ۱۳۵۷   | چریکه‌ی تارا       | Yes      | بهرام بیضایی و گورگن گریگوریانس | Yes          | Yes           |                             | ۱۱۰         | رنگی      | طرّاحِ صحنه و لباس هم. نخستین فیلم توقیفی پس از انقلاب ۱۳۵۷         |
| ۱۳۵۶   | کلاغ              | Yes      | Yes                             | Yes          | بهمن فرمان‌آرا | شیدا قراچه‌داغی              | ۱۲۵         | سیاه‌وسفید |                                                                   |
| ۱۳۵۲   | غریبه و مه        | Yes      | Yes                             | Yes          |               |                             | ۱۴۰         | رنگی      |                                                                   |
| ۱۳۵۱   | سفر               | Yes      | Yes                             | Yes          |               |                             | ۳۴          | سیاه‌وسفید |                                                                   |
| ۱۳۵۱   | رگبار             | Yes      | مهدی رجاییان                    | Yes          | باربد طاهری   | شیدا قراچه‌داغی              | ۱۲۸         | سیاه‌وسفید |                                                                   |
| ۱۳۴۹   | عمو سیبیلو        | Yes      | عبّاس گنجوی                      | Yes          |               | اسفندیار منفردزاده          | ۲۹          | سیاه‌وسفید |                                                                   |

### همکاری در فیلم‌های دیگران
| فیلم‌های کارگردانانِ دیگر | فیلم‌های کارگردانانِ دیگر                 | فیلم‌های کارگردانانِ دیگر | فیلم‌های کارگردانانِ دیگر | فیلم‌های کارگردانانِ دیگر   | فیلم‌های کارگردانانِ دیگر | فیلم‌های کارگردانانِ دیگر | فیلم‌های کارگردانانِ دیگر | فیلم‌های کارگردانانِ دیگر | فیلم‌های کارگردانانِ دیگر                                                                    |
| سال                     | نام                                     | کارگردان                | تدوینگر                 | فیلم‌نامه‌نویس              | تهیه‌کننده               | موسیقی                  | مدّت (دقیقه)             | رنگ                     | توضیحات                                                                                    |
| ----------------------- | --------------------------------------- | ----------------------- | ----------------------- | ------------------------- | ----------------------- | ----------------------- | ----------------------- | ----------------------- | ------------------------------------------------------------------------------------------ |
| ۱۳۷۹                    | بادِ سرخ                                 | علی‌محمّد قاسمی           | بهرام بیضایی            |                           |                         |                         |                         |                         | قاسمی، علی‌محمد؛ شهبازی، رامتین (اردیبهشت ۱۳۸۲). «اهمیت چگونه گفتن». سینمای نو (۳۹): ۴۶–۴۷. |
| ۱۳۷۹                    | زمانه                                   | حمیدرضا صلاحمند         | بهرام بیضایی            | حمیدرضا صلاحمند، پوپک راد |                         |                         |                         |                         | کارگردان پس از تدوینِ بیضایی در کار دست بُرد.                                                |
| ۱۳۷۶                    | نقشی بر آب                              | حمیدرضا صلاحمند         | بهرام بیضایی            |                           |                         |                         |                         |                         |                                                                                            |
| ۱۳۷۵                    | فصل پنجم                                | رفیع پیتز               | حسن حسن‌دوست             | بهرام بیضایی              |                         |                         |                         |                         |                                                                                            |
| ۱۳۷۵                    | برج مینو                                | ابراهیم حاتمی‌کیا        | بهرام بیضایی            | ابراهیم حاتمی‌کیا          |                         |                         |                         |                         |                                                                                            |
| ۱۳۷۴                    | بازی‌های پنهان                           | کریم هاتفی‌نیا           | بهرام بیضایی            | کریم هاتفی‌نیا، عباس اکبری |                         |                         |                         |                         |                                                                                            |
| ۱۳۷۳                    | روز واقعه                               | شهرام اسدی              | مهدی رجاییان            | بهرام بیضایی              |                         |                         |                         | رنگی                    | نامزد سیمرغ بلورین بهترین فیلم‌نامه جشنواره فیلم فجر ۱۳۷۳                                   |
| ۱۳۶۳                    | دونده                                   | امیر نادری              | بهرام بیضایی            |                           |                         |                         |                         | رنگی                    |                                                                                            |
| ۱۳۶۰                    | خطِّ قرمز                                 | مسعود کیمیایی           | عبّاس گنجوی              | بهرام بیضایی              |                         |                         |                         | رنگی                    |                                                                                            |
| ۱۳۶۰                    | بچه‌های جنوب؛ جستجوی دو (فیلم نیمه بلند) | امیر نادری              | بهرام بیضایی            |                           |                         |                         |                         |                         |                                                                                            |
| ۱۳۵۹                    | سلندر                                   | واروژ کریم‌مسیحی         | بهرام بیضایی            | بهرام بیضایی              |                         |                         | ۳۳                      | رنگی                    |                                                                                            |

سکانسِ پایانیِ تنگنا (۱۳۵۲) را هم بیضایی تدوین کرده‌است. نیز سهراب شهید ثالث در گفتگویی به علی دهباشی گفته که سازدهنی (۱۳۵۲) امیر نادری را تدوین کرده بوده، ولی سپس‌تر بیضایی دوباره تدوینش کرد. کفش‌های مبارکِ بیضایی اساسِ فیلم‌نامهٔ فیلمِ کفش‌های میرزا نوروز است. در فیلم‌های زمانه (۱۳۷۸) و شبانه‌روز (۱۳۹۰) نیز نامِ بیضایی همچون «مشاور کارگردان» آمده‌است.

## نمایش‌ها
از بیشترِ نمایش‌هایی که بیضایی بر صحنه نمایش داده فیلمبرداری شده‌است. غیر از فیلم‌های کارنامه‌ی بندار بیدخش و بانو آئویی و چهارراه، که نمایش‌های محدودی داشته، بقیهٔ این فیلم‌ها هنوز منتشر نشده‌است − مگر عروسکها که خود تله-تئاتر بوده‌است.

## مستند
فیلم‌های مستندی از پشت صحنه و در گفتگو با عوامل کارهای نمایشی بیضایی با کمک خودش ساخته شده‌است؛ و از این میان تنها مسافران در راه (۱۳۸۳) و پرونده‌ی کوتاهِ سگ‌کُشی (۱۳۸۳) و پاره‌هایی از فیلمِ دربارهٔ شاید وقتی دیگر منتشر شده‌است.

## بیضایی در فیلم
تصویرِ بیضایی در فیلم‌های بسیاری ثبت شده، و این‌ها اغلب فیلمِ سخنرانی‌های عمومی یا گفتگوهایی در فیلم‌های مستندی چون تنها تصویر است که می‌ماند (رویا اکبری) و سینمای ایران بعد از انقلاب (جمشید اکرمی) است.
فیلم‌هایی از شرکت در تشییعِ جنازهٔ فروغ فرّخزاد در بهمنِ ۱۳۴۵ (در فیلمِ مستندِ فروغ فرّخزاد ۱۳ دی ۱۳۱۳ − ۲۴ بهمن ۱۳۴۵) و دریافتِ جایزهٔ جشنوارهٔ جهانیِ فیلمِ تهران در سالِ ۱۳۵۱ و پشتِ صحنهٔ مسافران (در فیلمِ مستندِ حمیدِ هما) و حضور در جشنِ ۱۳۸۰ دنیای تصویر و چند دورهٔ جشنوارهٔ تیرگان و دریافتِ دکتری افتخاری در دانشگاه سنت اندروز به سالِ ۱۳۹۶ و پاره‌های کوتاهِ تصویری از پشتِ صحنهٔ کارهای سینمایی و تئاتری (مثلاً اَفرا و جانا و بلادور و طرب‌نامه و چهارراه) و نیز گفتگوهایی کوتاه از صوتی و تصویری با بعضی رسانه‌های جمعی (مثلاً دربارهٔ سهراب‌کُشی و گزارش ارداویراف و طرب‌نامه یا دربارهٔ خودش) نیز از بیضایی موجود است.
مقداری فیلم هم از بیضایی ضبط شده که منتشر نشده، مثلِ آنچه امیر سیّدی در خانهٔ خیابانِ پرچمِ تهرانش گرفته‌است.

### توضیحات
1. ↑  و چند فیلمِ ساخته یا ناتمامش گم شده؛ مثلِ فیلمِ کوتاهِ ناتمامی که سالِ ۱۳۵۲ می‌ساخت.
2. ↑  مثلاً در مقالهٔ «نمایش فیلمهای هندی و ترکی ممنوع شد» در شمارهٔ ۲۷ اسفندِ ۱۳۵۸ روزنامهٔ اطّلاعات آمده که بیضایی به مسئولانِ سینمایی طرحِ فیلم داده‌است.

### ارجاعات
1. ↑  براهنی، «ادبیات ایرانیِ معاصر»، ۷۷.
2. ↑  آغداشلو، «از دور و نزدیک»، ۳۷۵.
3. ↑  جاهد، مقیمی و  محمّدی، «سینمای امروز ایران آینده‌نگر نیست»، ۱۲.
4. ↑  بهاری، مسعود. مرد آرام پرده نقره‌ای. صفحهٔ ۱۱۷.
5. ↑  Naficy, A Social History of Iranian Cinema, 2: 366.
6. ↑  تقوایی و  طالبی‌نژاد، «به روایتِ ناصر تقوایی»، ۷۷.
7. ↑  بیضایی، «سالشمار زندگی و آثار بهرام بیضایی»، ۲۰.
8. ↑  گلمکانی، «کتابِ تنگنا»، ۴۳–۴۴.
9. ↑  شهید ثالث، «گفتگو با سهراب شهید ثالث»، ۳۵۷.
10. ↑  متوسلانی، «سه نفر بودیم»، ۱۷۲–۱۷۳.
11. ↑  عقیقی، سعید؛ غیاث، رضا (۱۴۰۰). سینمای ناصر تقوایی. تهران: گیلگمش. ص. ۳۱۹. شابک ۹۷۸-۶۲۲-۹۷۷۷۳-۵-۰.
12. ↑  HAMDAM خبرهای داغ (27 August 2017). "جشنواره فیلم تهران دردوران شاه و لحظه جایزه گرفتن بهرام بیضایی وپرویز فنی زاده". Retrieved 23 July 2018 – via YouTube.
13. ↑  Stanford Iranian Studies Program (21 August 2017). "Honorary degree ceremony for Bahram Beyzaie at University of St. Andrews". Retrieved 23 July 2018 – via YouTube.
14. ↑  Fanda Media (در اصل صفحهٔ اینستاگرامِ مرضیه برومند) (2007). "نحوه تمرین دادن بازیگران توسط استاد بهرام بیضایی در تیاترهایی که در ایران کارگردانی می کرد". Retrieved 28 December 2023 – via YouTube.
15. ↑  Behnood Mokri (16 July 2012). "جانا و بلادور، نمایش تازه بهرام بیضایی". Retrieved 23 July 2018 – via YouTube.
16. ↑  Yassin Karimi (1 November 2016). "بهرام بیضایی". Retrieved 23 July 2018 – via YouTube.
17. ↑  https://www.bbc.com/persian/arts/2009/10/091021_pm_fb_beizaei_sohrabkoshi
18. ↑  https://p.dw.com/p/CgRo